# جان بيكار
جان بيكار (بالفرنسية: Jean Picard)‏ (وُلد في 21يوليوز 1620 وتوفي في 12 أكتوبر 1682 م) هو عالم فلك وفيزيائي وعالم أرض فرنسي. عضو في الأكاديمية الفرنسية للعلوم.
توفي في باريس عن عمر يناهز 62 عاماً.

## سيرته

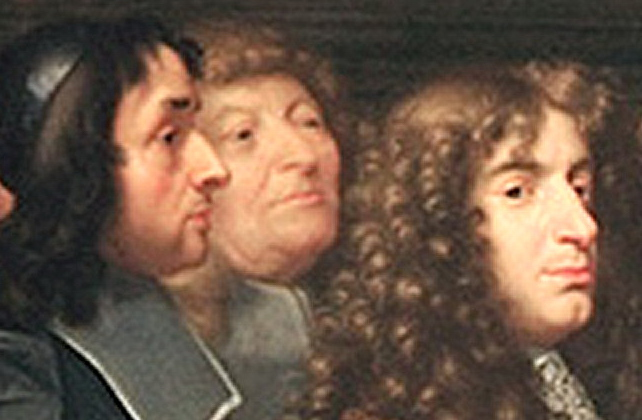
من اليسار إلى اليمين، بيكار ولاهير وكاسيني.

تعلم في Prytanée national militaire ‏.

## أعماله في علم الأرض والجغرافيا
في عام 1668، أمر كولبير الأكاديمية أنه يرغب في أن يُعمل في إنشاء خرائط جغرافية لفرنساأكثر دقة من الخرائط السابقة وكلف الأكاديمية بتعريف الخطة من أجل الوصول إلى هذا الهدف.

## روابط خارجية
- جان بيكار على موقع الموسوعة البريطانية (الإنجليزية)